# San Fedele Intelvi
San Fedele Intelvi là một đô thị ở tỉnh Como trong vùng Lombardia, có cự ly khoảng 60 km về phía bắc của Milano và khoảng 15 km về phía bắc của Como, on the border with Switzerland. Tại thời điểm ngày 31 tháng 12 năm 2004, đô thị này có dân số 1.619 người và diện tích là 11,0 km².
San Fedele Intelvi giáp các đô thị: Blessagno, Casasco d'Intelvi, Castel San Pietro (Thụy Sĩ), Castiglione d'Intelvi, Cerano d'Intelvi, Laino, Muggio (Thụy Sĩ), Pellio Intelvi, Rovio (Thụy Sĩ).